# Ye Tun Zaw
Ye Tun Zaw (* 28. Juni 1994 in Mandalay) ist ein myanmarischer Fußballspieler.

## Karriere

### Verein
Ye Tun Zaw steht seit 2014 beim Yadanarbon FC in Mandalay unter Vertrag. Der Verein spielte in der höchsten Liga des Landes, der Myanmar National League. 2014 und 2016 feierte er mit dem Verein die myanmarische Fußballmeisterschaft, 2015 wurde er Vizemeister.

### Nationalmannschaft
Ye Tun Zaw spielt seit 2015 für die myanmarische Nationalmannschaft. Sein Debüt in der Nationalelf gab er am 3. September 2015 in einem WM-Qualifikationsspiel gegen Kuwait. Hier stand er in der Startelf und wurde in der Pause gegen Min Min Thu ausgewechselt.

## Erfolge
Yadanarbon FC
- Myanmar National League: 2014, 2016